# Международен музикален фестивал в Сопот
Международният песенен фестивал в Сопот, Полша е сред най-престижните международни песенни конкурси, често сравняван с Евровизия.
Негов организатор е Полската национална телевизия. Провежда се ежегодно  в курортния град Сопот. 
Провежда се за първи път през 1961 година. Първи победител е швейцарецът Джо Ролланд с песента Nous Deux (в превод: „Ние двамата“). В периода 1974 – 1976 г. фестивалът носи името Голяма награда на диска, през следващите 3 години е Интервизионен конкурс за песни и после в периода 1984 – 1987 г. се казва  Голяма награда на музикалния фестивал в Сопот.
Фестивалът се излъчва по Полската национална телевизия. Излъчен е за първи път по частна телевизия през 1994 г.